# St. Johann in Tirol
St. Johann in Tirol, im örtlichen Dialekt Sainihåns (von Saini für Sankt und håns für Johann) [zãɪ̯nɪ'ɦåns] genannt, ist eine Marktgemeinde mit 9891 Einwohnern (Stand 1. Jänner 2025) im österreichischen Bundesland Tirol im Bezirk Kitzbühel. Die Gemeinde liegt im Gerichtsbezirk Kitzbühel. Im regionalen Sprechduktus wird die letzte Silbe des Namens akzentuiert ([zaŋkt joˈhan]).

## Geografie

### Lage
St. Johann in Tirol befindet sich im Tiroler Unterland im Zentrum des Leukentals. Die Gemeinde liegt als regionaler Verkehrsknotenpunkt und als Schnittpunkt von vier Talschaften in einem breiten Talkessel. In Nord-Süd-Richtung wird das St. Johanner Becken vom Leukental durchschnitten, von Südosten kommend mündet das Tal der Fieberbrunner-Ache ein, nach Westen führt die Loferer Bundesstraße ins Sölllandl und nach Norden zweigt die Kössener Straße über die Huber Höhe in das Kohlental ab. Nordwestlich von St. Johann bildet das Gebirgsmassiv des Wilden Kaisers eine natürliche Wetterscheide gegen Kufstein und Bayern, im Süden befindet sich das Kitzbüheler Horn, das zu den Kitzbüheler Alpen gehört, und im Osten das Kalksteinmassiv, das zu den Loferer und Leoganger Steinbergen zählt. Durch die besondere Kessellage bleibt St. Johann in Tirol weitgehend von den im Tiroler Inntal gefürchteten Föhnstürmen verschont, bekommt aber im Winter durch die Lage an der Südseite des Kaisergebirges äußerst ergiebige Schneefälle ab. Die Kitzbüheler Ache, die Reither Ache und die Fieberbrunner Ache vereinigen sich im St. Johanner Talkessel zur Großache, dem Hauptfluss des Leukentales, der in Bayern als Tiroler Achen in den Chiemsee fließt. Der Ortskern liegt auf einer Höhe von 660 m ü. A., die höchste Erhebung ist die Maukspitze im Kaisergebirge mit einer Höhe von 2231 m ü. A. Das Gemeindegebiet umfasst eine Fläche von 5915 Hektar.

### Ortsteile
Der Ort besteht aus dem zentralen Hauptort und den umliegenden Ortsteilen Almdorf, Apfeldorf, Bärnstetten, Berglehen, Fricking, Hinterkaiser, Mitterndorf, Niederhofen, Oberhofen, Reitham, Rettenbach, Scheffau, Sperten, Taxa, Weiberndorf, Weitau, Winkl-Schattseite und Winkl-Sonnseite.

### Nachbargemeinden
| Going am Wilden Kaiser | Kirchdorf in Tirol                          |                         |
|                        | Kompassrose, die auf Nachbargemeinden zeigt | St. Ulrich am Pillersee |
| Oberndorf in Tirol     | Kitzbühel                                   | Fieberbrunn             |

## Geschichte

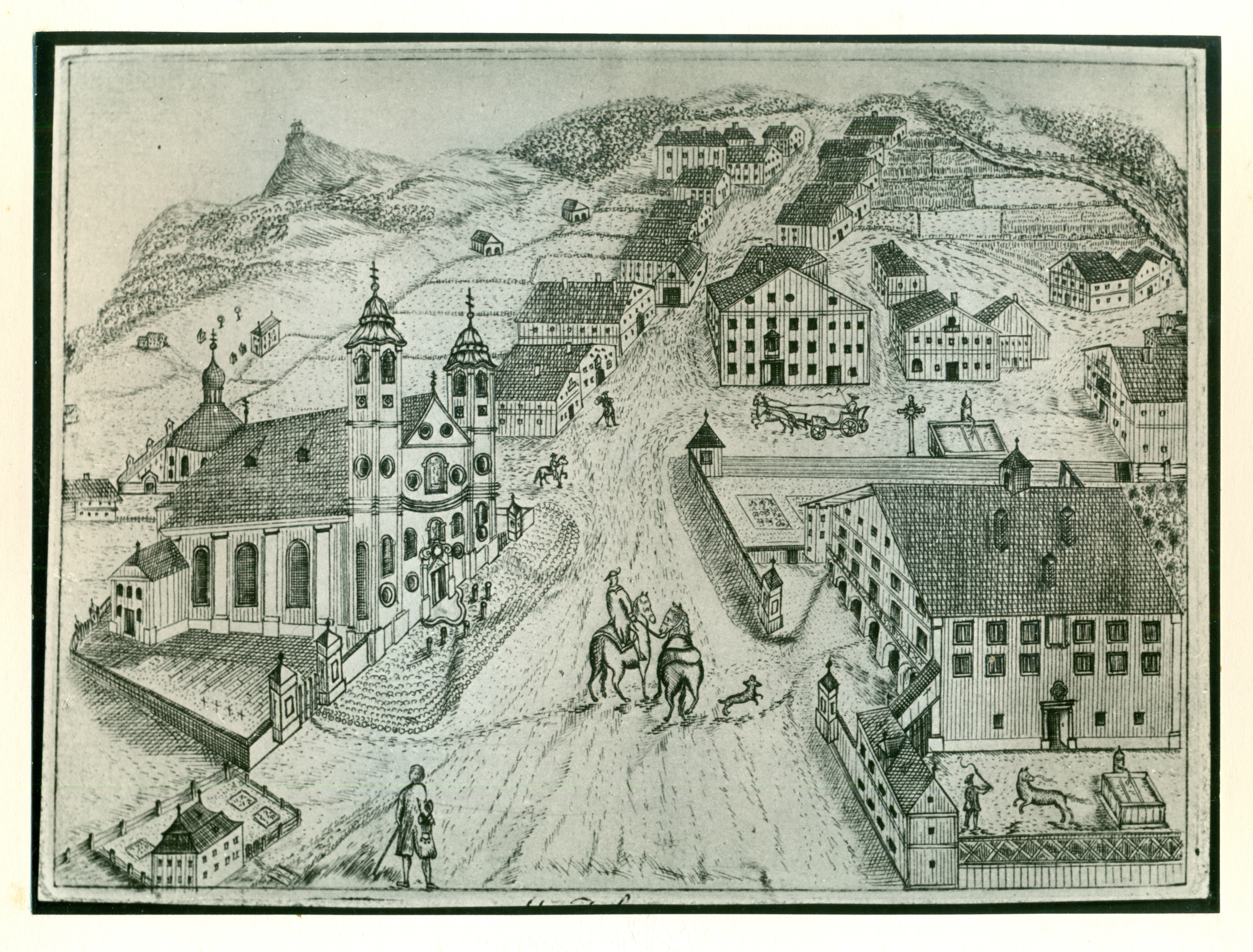
St. Johann in Tirol um 1750

St. Johann Tirol mit dem Kaisergebirge um 1800

Archäologische Funde aus ur- und frühgeschichtlicher Zeit gibt es in St. Johann nicht, doch ist im südlichen Bereich des Leukentales bei Kitzbühel und Jochberg bereits zur Urnenfelderzeit um 1300 bis 1100 vor Christus bronzezeitlicher Bergbau nachgewiesen, und ab dem 4. Jahrhundert vor Christus betrieben dort die keltischen Stämme der Ambisonten und Alaunen Kupferbergbau. Durch das Leukental führte schon in der Bronzezeit ein Saumpfad als Verbindung vom Süden über den Felbertauern ins nördliche Alpenvorland, aber es ist im St. Johanner Talkessel noch keine Siedlung nachgewiesen. Ab dem 2. Jahrhundert vor Christus gehörte die Gegend zu den westlichen Ausläufern des keltischen Königreichs Noricum. Auf keltische Sprachwurzeln geht die Bezeichnung des Weilers Sperten zurück.
Im Jahr 15 vor Christus eroberten die Römer den Ostalpenraum, und das Gebiet gehörte nun zur römischen Provinz Noricum. Nach dem Untergang des weströmischen Reiches 476 kam die Region im Zuge der Völkerwanderung und durch die Sesshaftwerdung des germanischen Stammes der Bajuwaren im 6. und 7. Jahrhundert zum Herzogtum Bayern.
Die erste nachgewiesene Besiedlung des St. Johanner Talkessels erfolgte in dieser Zeit durch bajuwarische Bauern, die Wälder rodeten und das Land urbar machten. Daran erinnern heute noch die Flurnamen Fricking, Schwentling, Obing und Reitham. Das bayerische Adelsgeschlecht der Liuchinger, das auf einen Stammesführer namens Liucho zurückgeht und dem das Leukental seinen Namen verdankt, baute in den folgenden Jahrhunderten eine Grafschaft im Leukental auf. Der Gerichtssitz für diese Grafschaft war auf der Burg Leukenstein am Fuße des Niederkaisers. Sie wurde wohl durch einen Bergsturz im 13. Jahrhundert zerstört, weshalb ihr genauer Standort heute nicht mehr bekannt ist. Der Hofname Burgwies im Ortsteil Bärnstetten erinnert aber heute noch an die einstige Burg.
Ab 1166 scheinen die Grafen von Falkenstein als Inhaber der Grafschaft im Leukental auf. Dieses mächtige Adelsgeschlecht starb jedoch 1272 aus. Danach wird das Leukental vom bayerischen Herzog nicht mehr als Lehen vergeben und in der Folge von seinen Beamten verwaltet. So wird der Gerichtssitz 1297 von St. Johann in die Stadt Kitzbühel verlegt.
Bereits im 8. Jahrhundert (wahrscheinlich schon vor 738) errichteten Missionare in der Gegend von St. Johann eine Taufkirche, die Johannes dem Täufer geweiht war und von der sich der Name des Ortes ableitet. Urkundlich wird die Kirche St. Johannes aber erst 1150 genannt. Die erste Erwähnung von St. Johann als Pfarre bzw. Dorfgemeinschaft erfolgte in der Gründungsurkunde des Bistums Chiemsee 1216, der Weiler Apfeldorf wurde schon früher (um 1102–1104) in einer Traditionsnotiz des Klosters Scheyern als „Affoltrach in montanis videlicet in Liuchental“ – also ausdrücklich als „Apfeldorf im Leukental“ – genannt.

Älteste Aufnahme von St. Johann in Tirol aus dem Jahr 1870

Im 12. und 13. Jahrhundert hatte ein weiteres mächtiges Adelsgeschlecht ausgedehnte Besitzungen in der Gegend von St. Johann. Die aus dem Oberpinzgau stammenden Herren von Velben besaßen eine Burg im Ortsteil Rettenbach. Die Hofnamen Oberbürg und Stallbürg erinnern noch heute daran. Von der „Forchtenstein“ genannten Burg der Velben sind noch deutlich sichtbare Geländespuren auf einem Hügel im Ortsteil Rettenbach erhalten. In unmittelbarer Nähe dazu gab es eine weitere Burg, Sperten genannt, die im Besitz der Pfalzgrafen von Ortenburg stand und an die heute noch der Hofname Unterbürg erinnert.
Mit der ersten bayerischen Landesteilung kam das Gebiet von 1255 bis 1340 zu Oberbayern, und auf Grund der Heirat der Gräfin Margarete von Tirol-Görz „Maultasch“ mit dem bayerischen Herzog Ludwig dem Brandenburger als Margarethes Witwengut von 1342 bis 1369 vorübergehend zur Grafschaft Tirol. 1392 mit der dritten bayerischen Landesteilung zu Bayern-Ingolstadt und ab 1447 zu Bayern-Landshut. Schließlich wird die Herrschaft Kitzbühel 1505 unter Kaiser Maximilian I. mit Tirol vereint.
1446 wurde die Pfarre St. Johann direkt den Chiemseer Bischöfen unterstellt. St. Johann war somit bis 1808 deren Pastoral- bzw. Sommerresidenz.
Durch die Eröffnung des Kupfer- und Silberbergbaues 1540 am Rerobichl bei Oberndorf, das damals zum Gemeindegebiet von St. Johann gehörte, erlangte der Ort großen Reichtum. Im 17. Jahrhundert war der Heilig-Geist-Schacht mit über 880 Metern der tiefste Schacht der Erde. Der Bergbau hielt noch bis in das 18. Jahrhundert an.
1621 wird St. Johann in Tirol Dekanatssitz. Im 17. und 18. Jahrhundert wurden barocke Kulturdenkmäler geschaffen, denen der Ort den Beinamen „Barockes St. Johann“ verdankt.
1786 kam durch die josephinische Pfarrregulierung das Gebiet rechts der Fieberbrunner Ache (Winkl Sonnseite, Reitham, Mitterndorf, Oberhofen, Niederhofen, Stopfenau) von der Pfarre Kirchdorf zur Pfarre St. Johann.
In den napoleonischen Kriegen rückten auch die St. Johanner Schützen von 1796 bis 1805 unter ihren Hauptmännern Andreas Augustinus Feller und Josef Hager mehrmals zur Verteidigung des Landes aus. Durch den Frieden von Preßburg kommt Tirol 1805 zu Bayern, und die Tiroler Schützen beginnen 1809 einen Aufstand gegen die bayerische Herrschaft. Im selben Jahr errichtet der Tiroler Freiheitskämpfer Joseph Speckbacher sein Hauptquartier zur Verteidigung des Unterlandes im Gasthof zum Bären. Die St. Johanner Schützen kämpfen bei der Verteidigung des Passes Strub sowie unter Hauptmann Anton Georg Feller bei Kufstein. Im Mai 1809 rettet Dekan Matthias Wieshofer den Ort vor der Zerstörung durch bayerische und französische Truppen.
1875 wurde St. Johann durch den Bau der Giselabahn an das internationale Eisenbahnnetz angeschlossen. Es folgte ein wirtschaftlicher Aufschwung, und der Fremdenverkehr nahm seinen Anfang.
Gegen Ende des 19. Jahrhunderts geriet die Bezeichnung „St. Johann im Leukental“ immer mehr in Vergessenheit, und es bürgerte sich der heutige Name „St. Johann in Tirol“ ein.
Im Ersten Weltkrieg blieb St. Johann von jeglichen Kriegshandlungen verschont, doch waren 138 Gefallene zu beklagen. Ihnen zu Ehren wurde 1923 das Kriegerdenkmal am Hauptplatz errichtet.
1927 wurde der Weiler Oberndorf von St. Johann abgetrennt und zur eigenen Gemeinde.
Auch in St. Johann in Tirol forderten die nationalsozialistische Gewaltherrschaft und der Zweite Weltkrieg Menschenleben, darunter 233 an den Fronten gefallene Soldaten sowie sechs Euthanasie-Opfer. Von August 1940 bis Juni 1941 war in St. Johann in Tirol ein Außenkommando des KZ Dachau im Einsatz. 20 politische Häftlinge waren für Arbeiten zum Umbau eines Bergbauernhofes in ein SS-Erholungsheim abkommandiert. Während des Zweiten Weltkriegs blieb der Ort von Kriegshandlungen verschont, doch wurde der Bahnhof St. Johann in Tirol im Dezember 1944 bombardiert. Die Bomben verfehlten aber ihr Ziel und landeten in einem nahe gelegenen Feld. Zu Kriegsende im Mai 1945 waren mehrere wertvolle Kunstwerke des Kunsthistorischen Museums Wien (Breughel, Dürer, Raffael, Tizian, Velasquez, Rubens, Rembrandt) in einem Keller in St. Johann eingelagert.
1954 erhielt St. Johann in Tirol ein Gemeindewappen. Der grün–rot gespaltene Schild zeigt die Farben des alten Gerichtes der Grafschaft im Leukental. Das Steinbockhorn erinnert an das Wappen der Herren von Velben, der Bischofsstab an die Bischöfe von Chiemsee.
1956 wurde St. Johann in Tirol zur Marktgemeinde erhoben.
Ab den 1950er Jahren nimmt die Wirtschaft in St. Johann vor allem in den Bereichen Tourismus, Industrie, Handel und Gewerbe einen großen Aufschwung. Seit den 1980er Jahren wurde jedoch das ständig steigende Verkehrsaufkommen zu einer immer größer werdenden Belastung für den gesamten Ort. Dank mehrerer Straßenbaumaßnahmen konnte der Durchzugsverkehr in den 1990er Jahren aus dem Ortskern umgeleitet und eine Fußgängerzone eingerichtet werden. Durch diese Maßnahmen erfuhr besonders der innere Ort eine große Steigerung seiner Attraktivität.
Als Standortgemeinde des Bezirkskrankenhauses entwickelte sich St. Johann zum Gesundheitszentrum der Region. Durch mehrere Baumaßnahmen zwischen 1991 und 2024 wurden die medizinischen Einrichtungen kontinuierlich erweitert. Auch als Schulstandort mit über 3.000 Schülern und Bildungseinrichtungen wie Bundesgymnasium, Landwirtschaftlicher Landeslehranstalt, Pflegeschule und Tourismusschulen besitzt St. Johann in Tirol überregionale Bedeutung.

### Einwohnerentwicklung
EinwohnerJahr200040006000800010.0001860189019201950198020102040EinwohnerEinwohnerentwicklung von St. Johann in Tirol
Die Einwohnerzahl von St. Johann ist stetig steigend; im Jahr 2004 betrug die Wachstumsrate 1,8 %. Das Wachstum beruht sowohl auf einer positiven Geburtenbilanz als auch auf einer positiven Wanderungsbilanz. Seit Herbst 2007 ist St. Johann in Tirol die einwohnerstärkste Gemeinde im Bezirk Kitzbühel.
St. Johann ist die neuntgrößte Gemeinde des Bundeslandes Tirol.

## Kultur und Sehenswürdigkeiten

### Museen
- Museum St. Johann in Tirol mit einer Dauerausstellung zur regionalen Geschichte, der Schwerpunktausstellung felsenreich – Mythos und Erlebnis Kaisergebirge und einer Galerie mit Wechselausstellungen zeitgenössischer Kunst[5]
- Alpinmuseum der Heeresversorgungsanstalt über die Entwicklung der militärischen Alpinausrüstung

### Bibliotheken
- Mediathek St. Johann in Tirol im Dachgeschoß der Volksschule mit 20.000 Medien. Auch die Schulbibliothek der Volksschule sowie die Spielothek der Kinderfreunde sind hier untergebracht
- Das Bundesgymnasium und die Mittelschulen haben eigene Schulbibliotheken

### Bauwerke

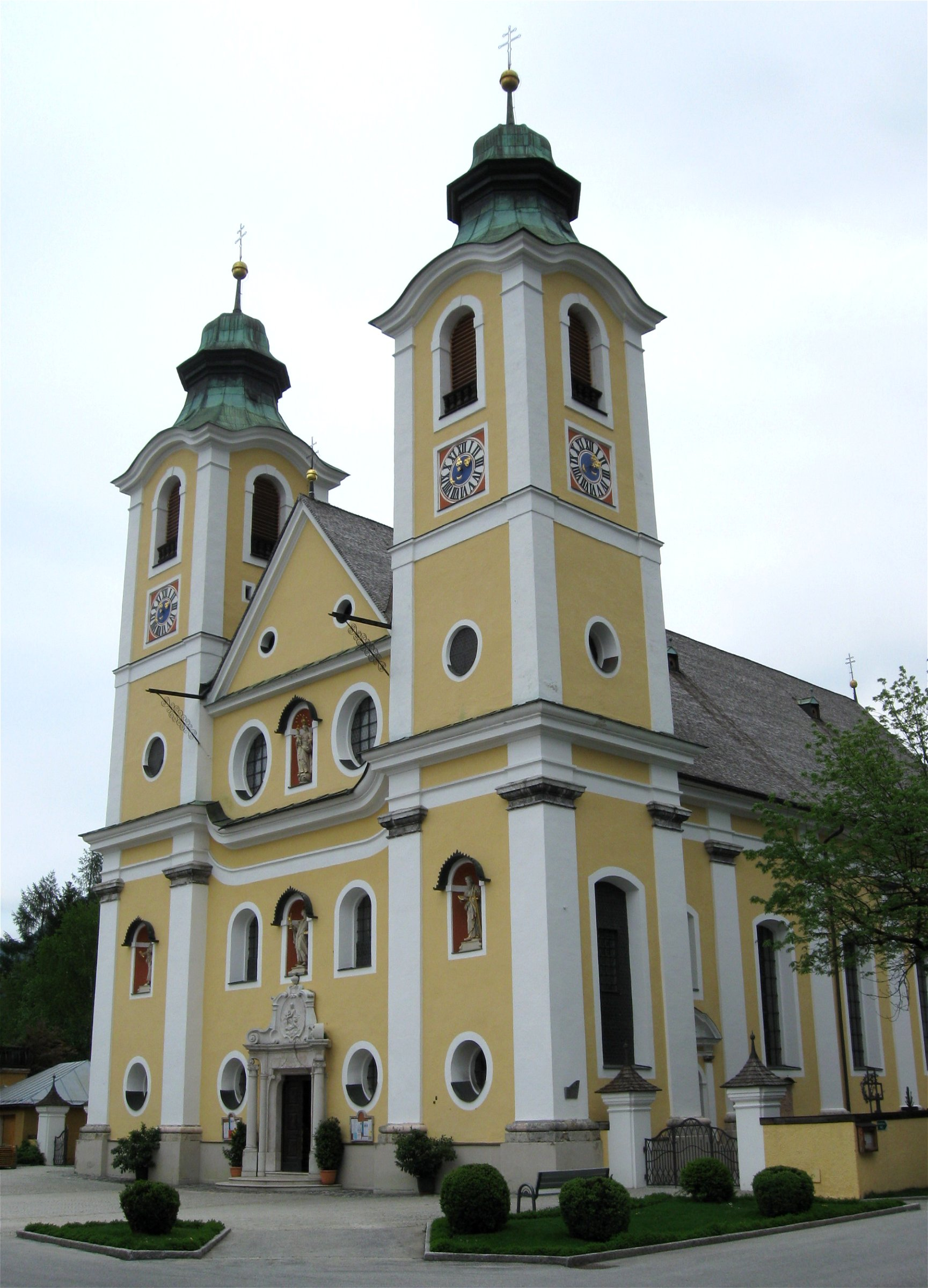
Dekanatspfarrkirche Maria Himmelfahrt

- Dekanatspfarrkirche Maria Himmelfahrt
- Antoniuskapelle mit bedeutendem Kuppelfresko von Josef Schöpf
- St. Nikolaus in der Weitau mit den ältesten Glocken Tirols und dem einzigen in Tirol vollständig erhaltenen Fenster mit gotischen Glasmalereien[6]
- Einsiedelei, die bereits seit über 300 Jahren bewohnt wird
- Gmailkapelle – Rokokobau in einer Felshöhle am Niederkaiser
- Fixlerkapelle – barocke Pestkapelle aus dem 17. Jahrhundert
- Mitterndorfer Kapelle – barocke Kapelle
- Dekantspfarrhof – ehemalige Sommerresidenz der Bischöfe von Chiemsee
- Nepomukstatue – barocke Sandsteinfigur des hl. Johannes Nepomuk von 1718 an der Brücke über die Fieberbrunner Ache
- Landhaus Schwarzinger – stattlicher Einhof mit Lüftlmalereien aus dem Rokoko
- Kaisersaal – Kultur- und Veranstaltungszentrum für Konzerte, Theater, Kino, Vorträge, Lesungen, Workshops etc.
- Alte Gerberei – Kultur- und Veranstaltungszentrum für Konzerte, Kino, Kinderkultur, Vorträge, Lesungen, Workshops, Theater etc.
- Riester’sches Priesterhaus – ehemals Priesterseminar und Besserungsanstalt für sündige Priester, heute Museum
- Mittelschulen – in den 1970er Jahren als Doppelhauptschule erbaut
- Bierturm – fünfstöckiges Turmgebäude der Brauerei Huber mit dem Lokal „Bräustüberl“ im obersten Geschoß

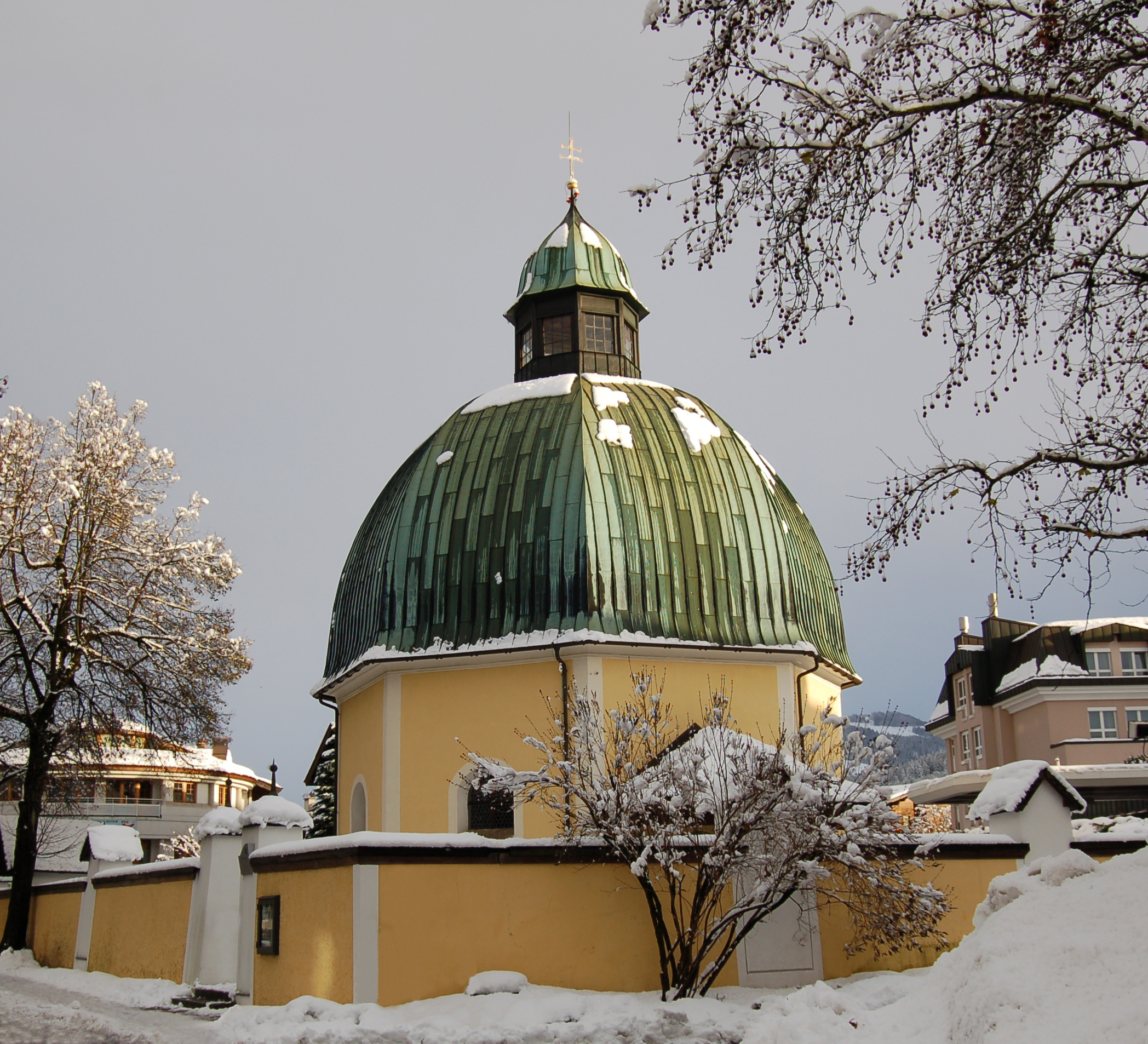
Antoniuskapelle
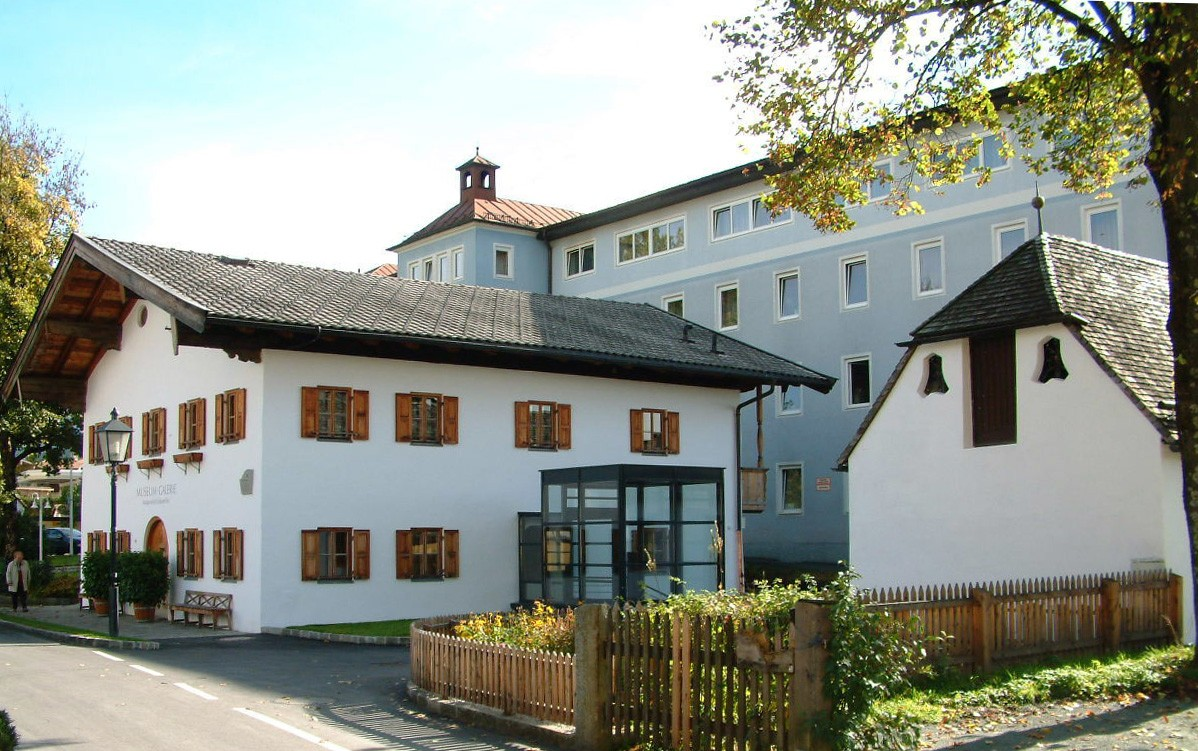
Museum St. Johann in Tirol
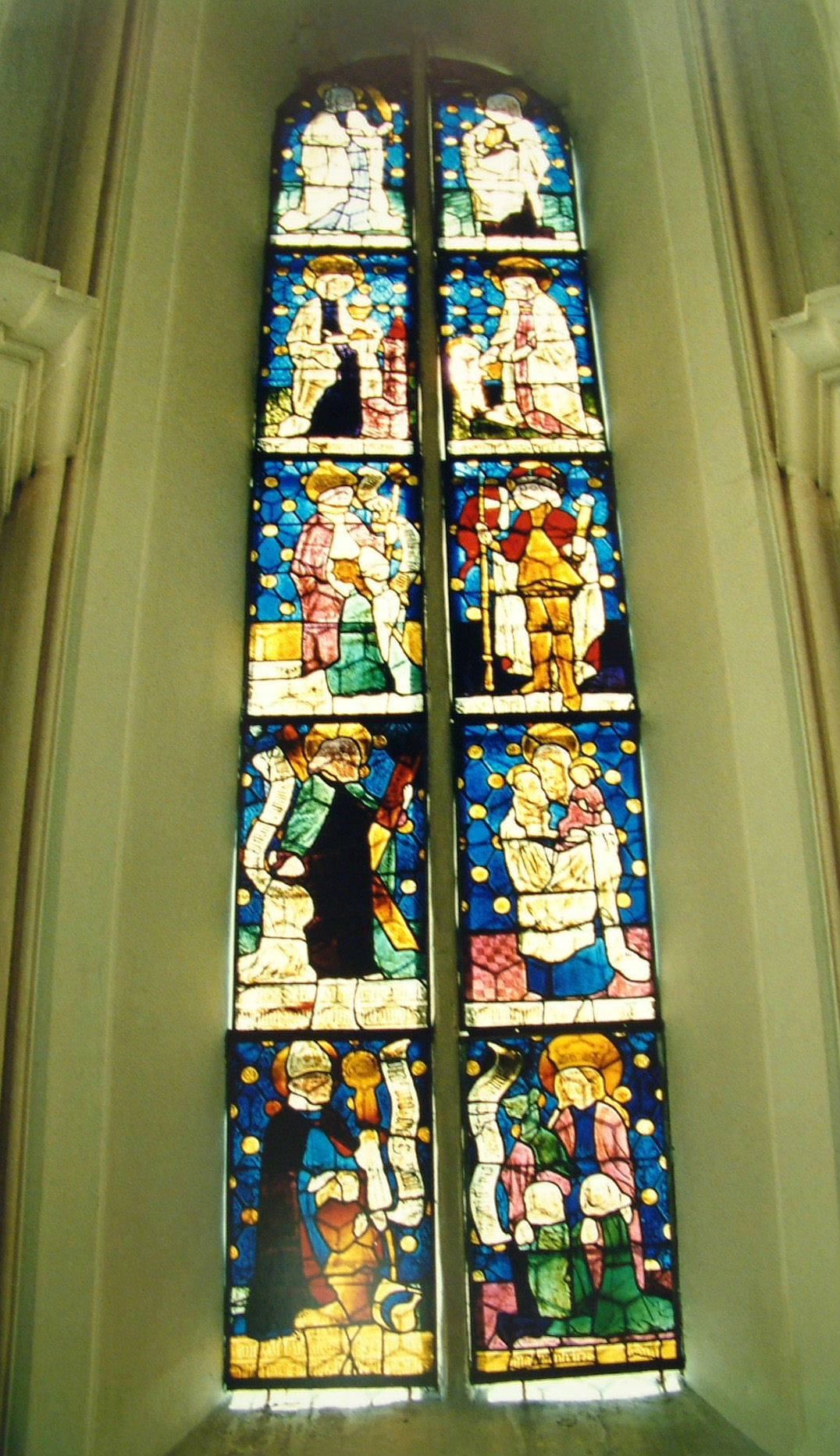
Weitaufenster
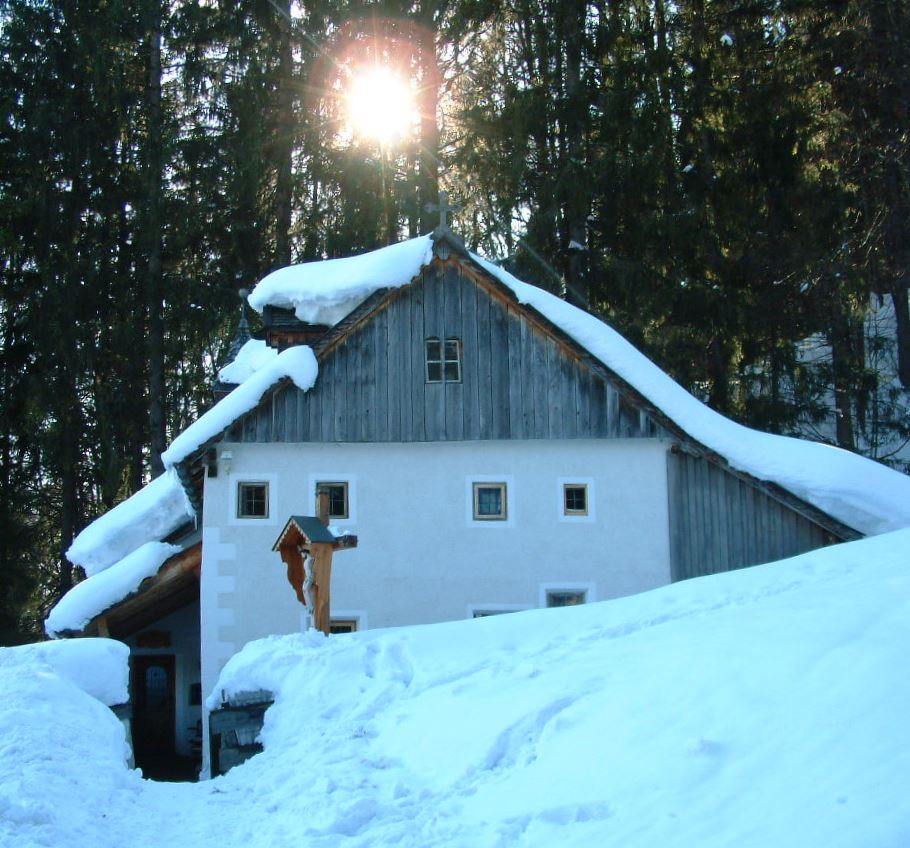
Einsiedelei
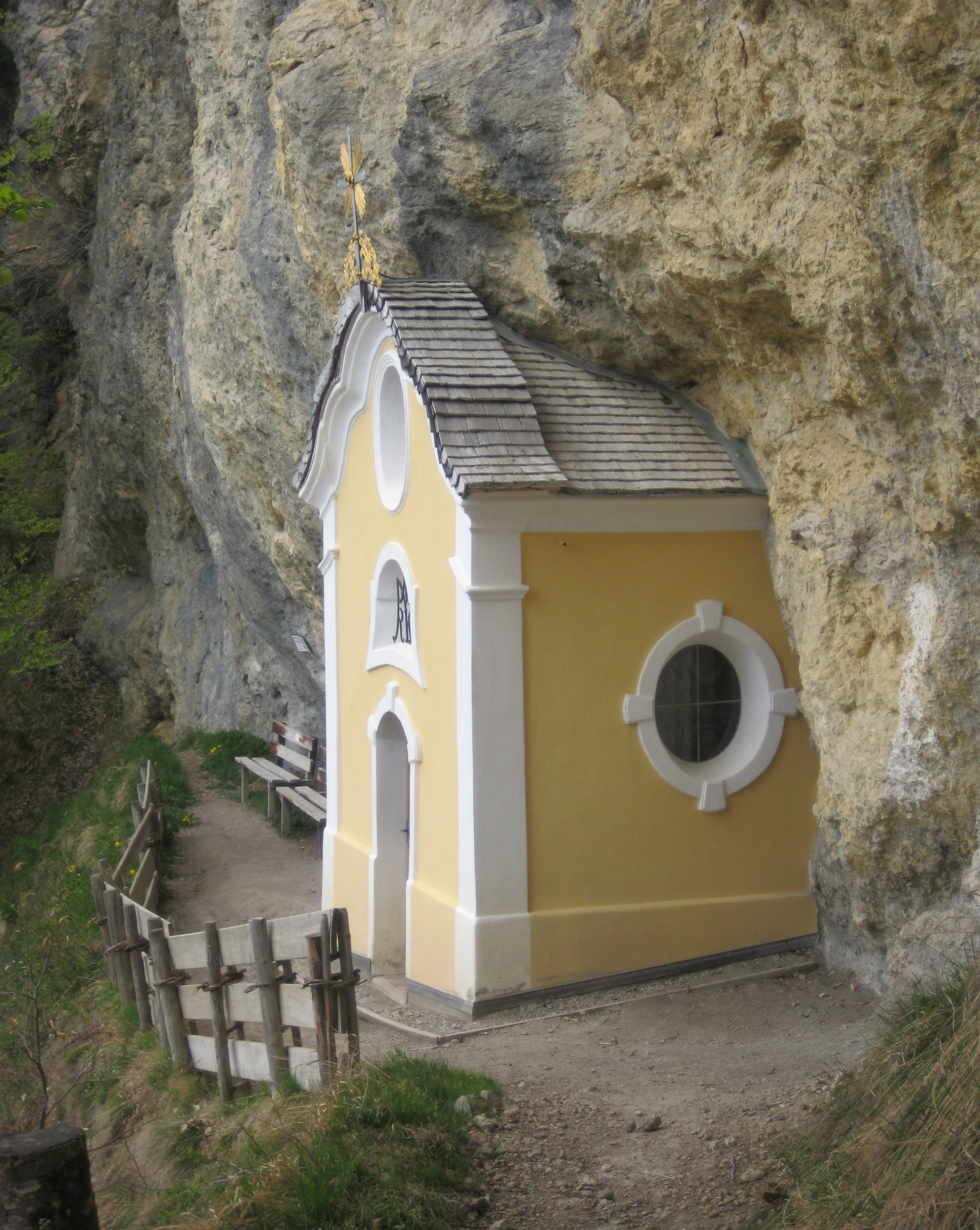
Gmailkapelle
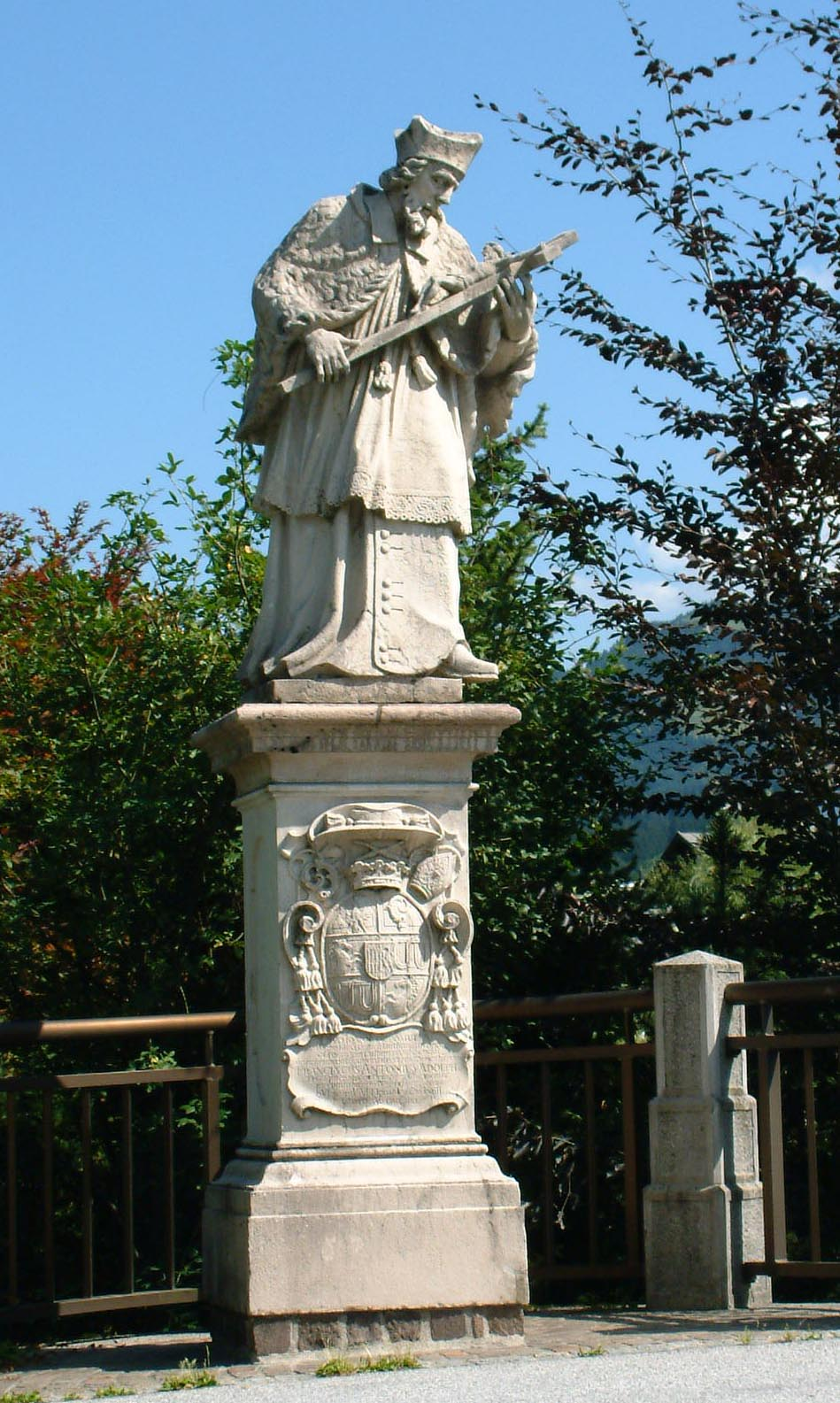
Nepomukstatue

### Mundart
Das Sainihånserische gehört, so wie die Mundarten des Tiroler Unterlandes und auch des Pinzgaues, zu einem Übergangsgebiet zwischen dem südwestlichen Mittelbairischen und dem Südbairischen, wobei es eindeutig dem Mittelbairischen zugeordnet werden muss und als Südmittelbairisch bezeichnet wird. In den Ohren Auswärtiger klingt das Sainihånserische wie eine härtere Variante der Mundarten in Oberbayern, mit denen es ansonsten großteils übereinstimmt. Die Infinitive enden nach n-, ng- und m- auf –a, Beispiele: singa, kéma (singen, kommen). Sonst enden sie auf -n, Beispiele: kaffn, schlôffn (kaufen, schlafen).
Ein typisches Merkmal des Sainihånserischen ist die Silbe „ui“ – Beispiel: vui z'vui Gfuih (viel zu viel Gefühl), während in den meisten benachbarten Gebieten ein „ü“ gesprochen wird.
Die Silben „ab, an“ werden zum „u“. Ich kann wird zu i kù, ich habe es getan heißt: i hù 's tù.
Ein besonders typisches Merkmal ist, dass „r“ vor „t, d“ und „z“ konsonantisch aufgelöst und zu „sch“ umgewandelt wird. Schwarz wird zu schwôschz, erst wird zu eascht, Durst zu Duuscht, Wirt zu Wiascht, Karte zu Kåscht, fertig zu féschtig ...
Das „l“ wird meist in einen Vokal umgewandelt. Beispiele: Geld wird zu Göid, voll wird zu voi, Milch wird zu Muich, Wald wird zu Wôid.
Das „ei“ ist als Verkleinerungsform typisch für das Leukental, wie bei Dianei, Maisei (Mädchen, Mäuschen), es erscheint aber auch oft als „oa“. Heiß wird zu hoaß, Reise wird zu Roas.
Das „a“ wird oft zu einem „å“ verdunkelt, nicht jedoch beim Diminutiv (Hand wird zwar zu Hånd aber Händchen wird zu Hantei).
Das „ö“ wird als „e“ ausgesprochen, also böse wird zu bees, und das „ü“ wird entweder zu „u“ (drücken – druckn) oder zum „i“ (Schüssel – Schissl) oder auch zu „ia“ (müssen – miassn).
Ein weiteres typisches Merkmal des Sainihånserischen ist, dass „és“ für „ihr“ und „énk“ für „euch“ verwendet wird (és sôits énk dés mérkn – ihr sollt euch das merken).
Zwei für die Gegend von St. Johann in Tirol und Umgebung äußerst typische Mundartausdrücke sind: „Biitschei“ für Semmel und „gschtiascht“, was am ehesten mit den Wörtern nett, lieblich, herzig umschrieben werden kann.
Woher kommt die Bezeichnung „Sainihåns?“ In mittelalterlichen Urkunden findet sich für den Ortsnamen von St. Johann in Tirol die Schreibweise „Sand Johans“. Im Laufe der Jahrhunderte tauchen in der Schreibung mehrere Variationen auf. Immerhin wurde bis ins 19. Jahrhundert meist so geschrieben, wie man geredet hat. So änderte sich die Schreibweise von „Sand Johans“ auf „Sanjohans“. Aus dem „j“ wurde schließlich ein „i“, und so entstand aus „Saniohans“ die heute noch übliche Bezeichnung „Sainihåns“.
Der Museums- und Kulturverein St. Johann in Tirol hat über 20 Jahre lang die örtliche Mundart erforscht und eine Homepage mit über 5.500 Wörtern, Sprüchen und Redensarten veröffentlicht.

### Sport

Panorama Badewelt

Trabrennbahn Oberhofen

Für Sport stehen den Bewohnern und Gästen zahlreiche Einrichtungen zur Verfügung:
- Panorama Badewelt, eine Hallen- und Freibadanlage mit Sauna, Dampfbad, wettkampftauglicher 50-m-Außenbahn (acht Startbahnen, Wassertiefe 2,00–2,20 m), Sportbecken im Hallenbad und Beachvolleyball-Platz sowie im Winter einem Eislaufplatz, der auch als Eishockey-Spielfeld genutzt wird
- Tennisplätze, Tennishalle
- Mountainbike-Routen
- Mountain-Cart Strecke
- Skill-Park (Mountainbike Technik-Trainingsparcours)
- Single-Trail (Mountainbike-Downhillstecke)
- Rad- und Wanderwege
- Bogenschießanlage, Kleinkaliberschießstand, Pistolenschießhalle, Luftgewehrschießstand
- Fitnessparcours
- Mobilitätspark
- Fußballstadion (Koasastadion)
- Reithalle, Reitparcours, Trabrennbahn
- Kajak und Rafting
- 60 km Schipisten, davon 48 km mit Kunstschneeanlage, Einseilumlaufbahnen, Sesselbahnen, Schlepplifte und Babylifte
- Langlaufloipen
- Schisprunganlage
- Hochseilklettergarten
- Kletterhalle
- Skatepark

### Regelmäßige Veranstaltungen

Knödelfest-Programm 2015

- Kaisersaal: Seit 2004 hat St. Johann in Tirol einen modernen Veranstaltungssaal. Die Bezeichnung leitet sich aus dem Gebirgsmassiv des Wilden Kaisers ab. Dieser Saal wird regelmäßig für Veranstaltungen genutzt: von Fachvorträgen, Seminaren und Tagungen über Theater- und Tanzaufführungen bis hin zu Konzerten der unterschiedlichsten Musikgenres.
- Koasalauf – einer der größten Volkslangläufe Europas – im Februar
- Sainihanser Faschingsgaudi am Hauptplatz – am Faschingsdienstag
- Fastmarkt – traditioneller Markt im Ortskern – am ersten Samstag in der Fastenzeit
- „artacts“ Internationales Festival für Jazz und improvisierte Musik in der Alten Gerberei – im März[8]
- Barockmusikfestival in der Osterzeit
- St. Johanner Wochenmarkt – jeden Freitag am Hauptplatz – von Mitte März bis Ende November
- Frühjahrskonzert der Bundesmusikkapelle St. Johann in Tirol an zwei Terminen – im März
- Maifest am Hauptplatz sowie Maikonzert der Musikkapelle jeweils in einem anderen Ortsteil – am 1. Mai
- Flohmarkt der Freiwilligen Feuerwehr – Anfang Mai
- Cordial-Cup für Fußball-Nachwuchsmannschaften – zu Pfingsten
- Sommernachtsfest „Jaggasn“ – im Juli
- „Lang und Klang“ mit Live-Musik, Nightshopping und Kinderspielstraße – jeden Mittwoch von Ende Juni bis Anfang September
- Sommerkonzerte der Musikkapelle – jeden Freitag von Juli bis September
- „Kino Lunaplexx“, Filmfestival – Anfang August
- „Dance Alps Festival“ – Tanzfestival im August
- Internationales Schwimmer-Herbstmeeting in der Panorama Badewelt – Mitte September
- Großer Bauernmarkt am Hauptplatz - Mitte September
- St. Johanner Knödelfest mit dem längsten Knödeltisch der Welt – im September. Das Fest wird seit 1981 gefeiert. Mehrere Festwirte servieren im Ortszentrum 25.000 Knödel in verschiedenen Sorten.
- Musikfilmfestival „Sound and Vision“ im Oktober
- St. Johanner Weihnachtsmarkt an den vier Adventwochenenden sowie vom 4. Adventsonntag bis zum Hl. Abend
- Nikolauseinzug und Krampuslauf – am 5. Dezember
- St. Johanner Adventsingen am 4. Adventsonntag in der Dekanatspfarrkirche
- Internationales Trabrennen auf Schnee, das „Stefani-Pferderennen“ – am 26. Dezember
- Silvester-Warm-Up-Party am Hauptplatz – am 29. Dezember

### Kulinarische Spezialitäten

#### St. Johanner Würstl
Die St. Johanner Würstl, auch „Sainihånser Wischtl“ oder schlicht „Sainihånser“ genannt, sind geräucherte Schweinswürste, die in ihrer Form etwas länger und dünner sind als etwa herkömmliche Frankfurter Würstel. Sie wurden in den 1920er Jahren von Josef Seibl, dem Wirt des Gasthauses zum Seisl am St. Johanner Hauptplatz, erfunden. Sie sollen im heißen Wasser ziehen, können aber auch gegrillt bzw. gebraten werden. Serviert werden sie mit Krensenf, frisch gerissenem Kren und einer Semmel bzw. einer Scheibe Schwarzbrot. In der lokalen Tradition wurde früher der in St. Johann erzeugte „Tiroler Krensenf“ verwendet.

#### Tiroler Krensenf
Die von Johann Karl gegründete 1. Tiroler Senfmanufaktur stellte ab den 1920er Jahren den Tiroler Krensenf nach einem geheimen Rezept in St. Johann in Tirol her. Nach der Schließung der Senffabrik im Jahr 2000 wurde das Rezept von der Firma Mauthner-Markhof übernommen. Seither gibt es den Tiroler Hüttensenf.

#### Huber Bräu
Die erste Brauerei in St. Johann in Tirol ist im Jahr 1551 erwähnt. 1727 erfolgte ein Neubau, und seit 1883 wird die Brauerei von der Familie Huber geführt. Erzeugt werden mehrere Bierspezialitäten, die zahlreiche Auszeichnungen erhalten haben, sowie Limonaden. Ein Wahrzeichen des Ortes ist der so genannte Bierturm mit dem Bräustüberl im obersten Stockwerk. Dort kann man bei herrlicher Aussicht über St. Johann in Tirol die verschiedenen Bierspezialitäten verkosten.

## Wirtschaft und Infrastruktur

### Verkehr
St. Johann in Tirol ist im Schnittpunkt von vier Talschaften (Leukental, Pillerseetal, Sölllandl und Kohlental) ein regionaler Verkehrsknotenpunkt von Loferer Straße B 178, Hochkönig Straße B 164, Kössener Straße B 176 und Pass Thurn Straße B 161.
Die Gemeinde verfügt über eine Schnellzugstation an der Giselabahn (Salzburg – Wörgl), auch Salzburg-Tiroler-Bahn genannt, und damit über einen Anschluss an das internationale Eisenbahnnetz. Der Bahnhof St. Johann wird auch von den Bewohnerinnen und Bewohnern der benachbarten Gemeinden Kirchdorf, Waidring, Schwendt, Kössen, Going und Ellmau benutzt.
Der Ort besitzt mit dem Sportflugplatz St. Johann den zweitgrößten Flugplatz in Tirol (ICAO-Code LOIJ). Dort befindet sich der Fliegerclub St. Johann mit einer eigenen Flugschule sowie Möglichkeiten für Segel- und Modellflug, Ballooning und Fallschirmspringen.
Von Weihnachten bis Ostern gibt es ein kostenloses Schibus-Angebot. Ein Anrufsammeltaxi-System ermöglicht den Einwohnerinnen und Einwohnern mit Hauptwohnsitz günstige Taxifahrten innerhalb des Ortsgebietes mittels von der Gemeinde gestützter Gutscheine. Seit 2018 stehen über das Carsharing-System Jo-e zwei Elektro-Autos zur Verfügung.

#### Aktive Mobilität
Etwa seit Ende 2020 nutzen 5 Gewerbebetriebe je ein dreirädriges Lastenfahrrad. Die Anschaffung erfolgte per Sammelbestellung über das Ortsmarketing und wurde (auch) von der Gemeinde gefördert.

### Ansässige Unternehmen
In St. Johann befindet sich der Hauptsitz der Firma Fritz Egger GmbH & Co, ein Weltkonzern, der zu den führenden Holzwerkstoff- und Spanplattenherstellern zählt.
Dienstleistungen, Handel und Gewerbe erlebten in den letzten Jahrzehnten einen starken Aufschwung. St. Johann ist heute das Einkaufszentrum des Bezirks Kitzbühel (1. Jänner 2013: 861 Betriebe). Besonders entlang der Loferer Straße B 178 siedelten sich viele neue Betriebe an. Außerdem erlebt der innere Ort seit Einführung der Fußgängerzone in den 1990er Jahren eine Steigerung des wirtschaftlichen Angebotes für die durchschnittlich 20.000 Menschen, die laut Statistik täglich das infrastrukturelle Angebot von St. Johann in Tirol in Anspruch nehmen.
Die Ortsmarketing GmbH hat sich um die Belebung des Ortszentrums besonders verdient gemacht, unter anderem durch die Einführung eines Wochenmarktes, der von Mitte März bis Ende November jeden Freitag am Hauptplatz abgehalten wird.

### Landwirtschaft
Der Raum St. Johann in Tirol gilt seit jeher als eines der landwirtschaftlichen Zentren Tirols – trotz des rauen, niederschlagsreichen Klimas. Die Landwirtschaft hat im breiten Becken des St. Johanner Talkessels mit großen ebenen Flächen eine besondere Tradition als einstige Kornkammer des Tiroler Unterlandes.
Im weiten, ebenen Talkessel und an dessen mit einigen Ausnahmen nicht extrem steilen Hängen siedeln für Tiroler Verhältnisse relativ viele mittlere und große Bauernhöfe, die vorwiegend Milchwirtschaft betrieben. Laut Statistik Austria wird etwa ein Drittel der Höfe im Haupterwerb bewirtschaftet. Diese nutzen etwas mehr als die Hälfte der Gemeindefläche.

### Tourismus

Der St. Johanner Schiberg, das Kitzbüheler Horn

Tourismus und Gastronomie zählen zu den wichtigsten Wirtschaftszweigen des Ortes. So gehört St. Johann in Tirol mit rund 420.000 Nächtigungen pro Jahr, relativ gleichmäßig verteilt auf Sommer und Winter, zu den großen Tourismusorten in Tirol. Die touristische Infrastruktur bietet neben den verschiedensten Sportmöglichkeiten in Winter und Sommer von Hotels, Pensionen und Appartements bis zum Campingplatz sowie mit Bars, Bistros, Restaurants und Cafés ein breit gefächertes Angebot. Der Tourismusverband „Ferienregion Kitzbüheler Alpen – St. Johann in Tirol – Oberndorf – Kirchdorf – Erpfendorf“ organisiert zahlreiche Veranstaltungen für Einheimische und Gäste.
Das Skigebiet der Bergbahnen St. Johann in Tirol liegt auf der schneesicheren Seite des Kitzbüheler Horn in St. Johann und Oberndorf. 17 Skilifte und 60 Pistenkilometer aller Schwierigkeitsgrade stehen zum Skifahren und Snowboarden zur Verfügung. Die Pisten können bei Bedarf vollautomatisch beschneit werden.

### Ver- und Entsorgung

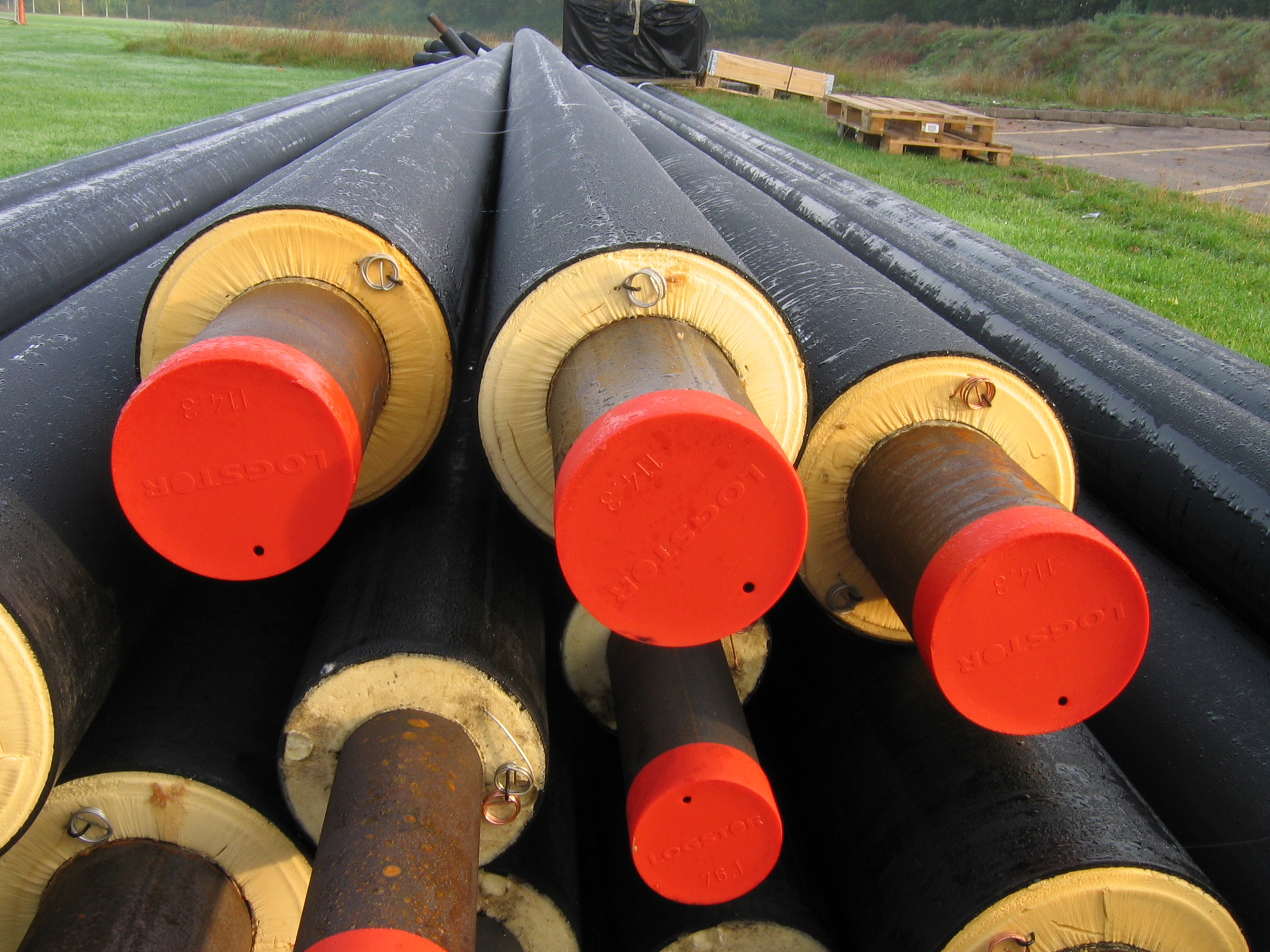
Fernwärmeversorgung

Die Marktgemeinde verfügt über eine Wasserversorgung (Wasserhärte 9,5 °dH), Abwasserentsorgung sowie Abfallentsorgung, welche von der Gemeindeverwaltung organisiert wird. Neben elektrischer Energie und Erdgas besteht seit Ende 2008 auch ein umweltfreundliches Fernwärmenetz, aus dem zahlreiche öffentliche Gebäude des Ortes und unzählige Privathaushalte versorgt werden.
Die Ortswärme St. Johann in Tirol GmbH versorgt Haushalte, Betriebe und öffentliche Institutionen in St. Johann in Tirol mit Fernwärme. Das Unternehmen steht im Eigentum der Marktgemeinde St. Johann (69 %), der Gemeinde Oberndorf (5 %) und der Fritz Egger GmbH (26 %). Die Ortswärme St. Johann besitzt mit Ausnahme eines Ausfalls- und Spitzenlastkessels im Zentrum des Ortes keine eigene Energieerzeugung. Die Energie wird vom Egger-Werk aus Abwärme und Biomasse in Verbindung mit einer Absorptionswärmepumpe erzeugt und an der Werksgrenze an das Netz der Ortswärme übergeben. Mit Stand 2021 wurden in über 700 Gebäuden mehrere Tausend Haushalte in St. Johann und Oberndorf mit Fernwärme beheizt. Darunter sind das Bezirkskrankenhaus St. Johann in Tirol, die Kaserne, die Schulen, Gewerbebetriebe sowie Ein- und Mehrfamilienwohnhäuser. Gesamt wurden 91 km Rohrleitung, verlegt. Im Jahr 2017 wurde 55 Millionen kWh Fernwärme verkauft. Durch den Einsatz der Fernwärme in St. Johann werden jährlich über 12.000 Tonnen CO2 eingespart. Zur Auslesung der Zählerstände und als Ausbaumaßnahme für schnellere Internetverbindungen wurden im Zuge der Errichtung des Fernwärmenetzes 100 km Glasfaserkabel verlegt.

### Kommunikation und Telekommunikation

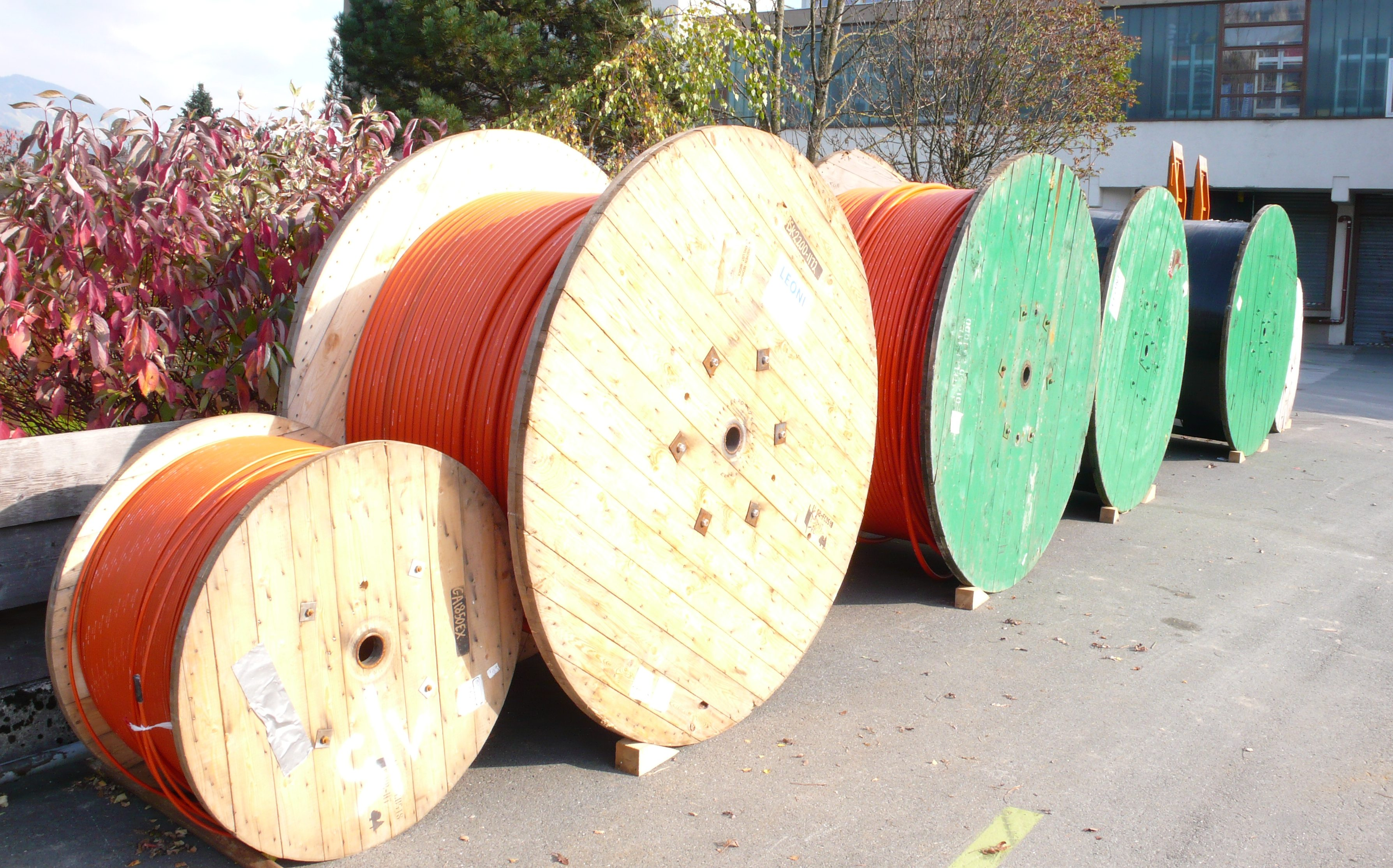
Glasfaser

An Telekommunikationsnetzen ist das Netz der Telekom Austria und eines Kabel-TV Betreibers vorhanden. Zusätzlich gibt es das Glasfaserkabelnetz der Ortswärme St. Johann, sodass die Gemeinde über ein Hochgeschwindigkeitsdatennetz verfügt. Bei Gebäuden mit Fernwärmeanschluss der Ortswärme steht das Glasfaserkabel zur Nutzung von Diensten nach dem Telekommunikationsgesetz zur Verfügung. Die Ortswärme ist damit auch Internet- und Leitungsprovider.
Unter dem Namen St. Johann ONline können Kunden Dienste wie Internet, Filialverbindungen (Miet-Standleitungen), Telefonie oder Ähnliches nutzen. Aufgrund des Glasfaserkabels können in St. Johann hohe Bandbreiten (Geschwindigkeiten) zu wirtschaftlich interessanten Bedingungen bezogen werden.

### Öffentliche Einrichtungen

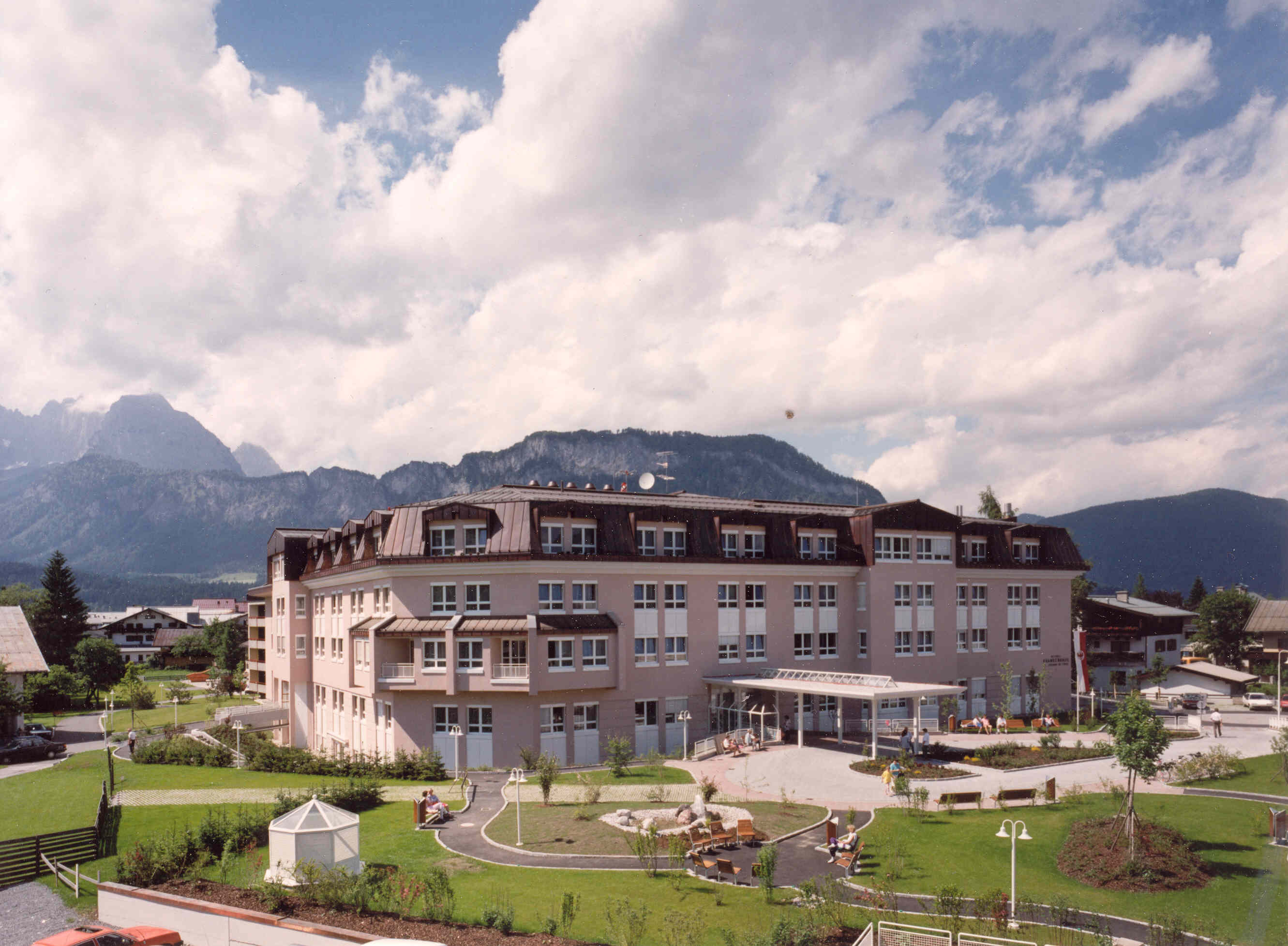
Bezirkskrankenhaus

In St. Johann gibt es ein Bezirkskrankenhaus, die Winterstellerkaserne, die Heeresversorgungsanstalt – Logistikzentrum West des Österreichischen Bundesheeres.
Regional wichtige Einrichtungen: Bezirksforstinspektion, Bezirksstelle der Landeslandwirtschaftskammer, Straßenmeisterei, Pflegeheim St. Johann in Tirol und Umgebung, Gesundheits- und Sozialsprengel, Polizeiinspektion St. Johann in Tirol, ÖAMTC-Stützpunkt.

### Bildung
St. Johann in Tirol ist das Bildungszentrum des Bezirkes. Etwa 4.000 Schülerinnen und Schüler besuchen die Bildungseinrichtungen im Ort.
- Bundesgymnasium sowie Bundesrealgymnasium
- Höhere Bundeslehranstalt für Tourismus
- Landwirtschaftliche Landeslehranstalt Weitau
- Gesundheits- und Krankenpflegeschule
- Polytechnisches Zentrum
- Zwei Mittelschulen
- Zwei Volksschulen
- Sonderpädagogisches Zentrum
- Landesmusikschule
- Montessori – Schule
- Volkshochschule
- Vier Kindergärten
- Zwei Kinderkrippen

## Politik

### Gemeinderat
Der Gemeinderat (Ortsparlament) besteht aus 19 Mitgliedern, wobei der Bürgermeister den Vorsitz führt.
Der Gemeinderat setzt sich wie folgt zusammen (2022):
- (ÖVP) St. Johanner Volkspartei: 10 Mandate
- (SPÖ) SPÖ – St. Johann in Tirol: 5 Mandate
- (FREI) Parteifrei für St. Johann: 2 Mandate
- (Grüne) Die Grünen und Unabhängigen: 1 Mandat
- (FPÖ) FPÖ – St. Johann in Tirol: 1 Mandat

### Gemeindevorstand
Der St. Johanner Gemeindevorstand besteht aus sieben Mitgliedern. Den Vorsitz hat der Bürgermeister, der von der St. Johanner Bevölkerung direkt gewählt wird. Die zwei Vizebürgermeister werden vom Gemeinderat gewählt.
- Bürgermeister: Stefan Seiwald, (ÖVP)
- 1. Stellvertreter: Hubert Almberger, (ÖVP)
- 2. Stellvertreter: Peter Wallner (SPÖ)

### Wappen und Flagge

Flagge

| Wappen der Marktgemeinde St. Johann in Tirol | Blasonierung: „In einem grün und rot gespaltenen Schild sind rechts ein silbernes, gestürztes Steinbockhorn und links ein goldener Bischofsstab.“ |
| Wappen der Marktgemeinde St. Johann in Tirol | Wappenbegründung: Am 13. Mai 1954 hat die Tiroler Landesregierung der Gemeinde St. Johann in Tirol das Wappen verliehen. Der Schild trägt die Farben der alten Fahne des Gerichtes im Leukental, dessen Sitz bis 1297 in St. Johann war. Das Steinbockhorn erinnert an das bedeutende Geschlecht der Herren von Velben, das im 13./14. Jahrhundert bei St. Johann eine Burg und Ländereien besaß. Der Bischofsstab wurde vom Wappen des Bistums Chiemsee übernommen und kennzeichnet den Ort als ehemaligen Sommersitz der Bischöfe von Chiemsee. |

### Kommunale Mitgliedschaften
- Klimabündnisgemeinde seit Juli 1997
- e5 – Gemeinde seit 2017[13]
- Familienfreundliche Gemeinde seit 2017[14]

### Gemeindepartnerschaften
- Redford (Michigan) in den Vereinigten Staaten
- Fuldabrück in Deutschland
- Rovaniemi in Finnland
- Valeggio sul Mincio in Italien

## Persönlichkeiten

### Söhne und Töchter der Gemeinde
- Edmund Angerer (1740–1794), Komponist der Kindersinfonie
- Christian Blattl der Ältere (1776–1856), Tiroler Freiheitskämpfer
- Johann Nepomuk Berger (1781–1847), Geburtshelfer
- Emerentiana Hausbacher, verehel. Hellensteiner (1818–1904), Pionierin der Tiroler Gastronomie
- Joseph Michael Schwaiger (1841–1887), Schriftsteller und Seelsorger
- Josef Trixl-Hellensteiner (1889–1980), Radrennfahrer und Skirennläufer, erster Olympiateilnehmer Tirols
- Alfons Walde (1891–1958), Maler und Architekt
- Peter Thaler (1891–1978), Maler, Volksschauspieler und Heimatforscher
- Josef Hofinger (1901–1990), Bibliothekar und erster Bürgermeister in St. Johann in Tirol nach dem Zweiten Weltkrieg
- Gustav Lochs (1907–1988), Mathematiker
- Sixtus Josef Parzinger (1931–2023), Ordensgeistlicher, Bischof von Villarrica in Chile
- Helga Schweiberl (* 1937), Skirennläuferin
- Heinrich Wallner (* 1941), Skilangläufer
- Grete Grander (* 1942), Skirennläuferin
- Axel Theimer (* 1946), Komponist, Dirigent, Chorleiter, Musikpädagoge und Sänger
- Hannes Hofinger (* 1947), österreichischer Schriftsteller, Bibliothekar und Verleger.
- Christian Keuschnigg (* 1959), Volkswirt und Direktor des IHS
- Maria Kurz-Schlechter (* 1959), Skirennläuferin
- Hugo Bonatti (* 1962), Freestyle-Skier
- Bernhard Sieberer (* 1963), Chorleiter und Dirigent
- Veronika Aloisia Haag (* 1963), neunfache österreichische Staatsmeisterin in Taekwondo
- Barbara Balldini (* 1964), österreichische Kabarettistin, Autorin und Sexualpädagogin
- Gerhard Pfeifer (* 1964), Brigadier des österreichischen Bundesheeres
- Sylvia Eder (* 1965), Skirennläuferin
- Jürgen Wörgötter (* 1967), Brigadier des österreichischen Bundesheeres
- Margarete Schramböck (* 1970), Managerin, ehemalige österreichische Wirtschaftsministerin
- DJ Ötzi (eigentlich: Gerhard Friedle) (* 1971), Entertainer und Sänger
- Alexander Stöckl (* 1973), Skispringer und Skisprungtrainer
- Hans Achorner (* 1975), Biathlet
- Ingemar Mayr (* 1975), Skispringer
- Monika Einwaller (* 1976), Sportschützin
- Andreas Widhölzl (* 1976), Skispringer
- Hans-Peter Foidl (* 1978), Biathlet
- Elisabeth R. Hager (* 1981), Autorin, Klangkünstlerin und Kulturvermittlerin
- Robert Freund (* 1981), bildender Künstler
- Patrick Koller (* 1983), Skicrosser
- Georg Lindner (* 1983), Skirennläufer
- Harald Oberhofer (* 1983), Wirtschaftswissenschaftler
- Alexander Hauser (* 1984), Fußballspieler
- Regina Mader (* 1985), Skirennläuferin
- Manuel Mark (* 1985), Vize-Europameister im Taekwondo, Bundestrainer
- Romed Baumann (* 1986), Skirennläufer
- Alexandra Daum (* 1986), Skirennläuferin
- Martin Trenker (* 1986), Jurist
- Elisabeth Mayer (* 1988), Biathletin
- Stephanie Obermoser (* 1988), Sportschützin
- Roman Rabl (* 1991), Monoskifahrer
- Manuel Feller (* 1992), Skirennläufer
- Herbert Stanonik (* 1993), Profi-Tänzer und Choreograf
- Sascha Wörgetter (* 1993), Fußballspieler
- Patrick Jakob (* 1996), Biathlet
- Fredrik Mühlbacher (* 1998), Biathlet und Skilangläufer
- Dominic Unterweger (* 1999), Biathlet
- Jonas Wendlinger (* 2000), Fußballspieler
- Lisa Eder (* 2001), Skispringerin
- Susanna Riedlsperger (* 2001), Politikerin
- Paul Schermer (* 2004), Fußballtorwart

### Personen mit Bezug zu St. Johann in Tirol
- Bartholomäus Holzhauser (1613–1658), Dekan von St. Johann in Tirol, Gründer des Weltpriesterordens der Bartholomiten
- Abraham Millauer (1683–1758), Barockbaumeister
- Simon Benedikt Faistenberger (1695–1759), Barockmaler
- Matthias Wißhofer (1752–1819), Dekan von St. Johann in Tirol, Retter von St. Johann, Universalgelehrter und Erfinder
- Josef Speckbacher (1767–1820), Tiroler Freiheitskämpfer
- Joseph Haid (1801–1858), Bildhauer
- Christian Blattl der Jüngere (1805–1865), Volksliederdichter
- Jane Tilden (1910–2002), österreichische Schauspielerin
- Hias Noichl (1920–2002), Skilangläufer, Bergsteiger, Teilnehmer an zwei Olympischen Winterspielen
- Heinrich Tilly (1931–2022), Bildhauer und Maler
- Henriette von Bohlen und Halbach (1933–2019)
- Marie-Thérèse Kerschbaumer (* 1936), österreichische Schriftstellerin
- Christl Haas (1943–2001), Skirennläuferin, Olympiasiegerin
- Jürgen Marbach (* 1958), Unternehmer
- Peter Huber (* 1967), Diplomat
- Peter Seiwald (* 1977), Politiker, Wirtschaftskammerfunktionär und Unternehmer
- Julian Nagelsmann (* 1987), Fußballtrainer
- Joshua Kimmich (* 1995), Fußballspieler

## St. Johann als Drehort
In St. Johann in Tirol wurde 1954 der Film „Das geteilte Herz“ (The Divided Heart) gedreht – der Film handelt vom Schicksal eines Flüchtlingskindes. 1967 wurde ein Großteil des Films Da lacht Tirol gedreht – die Bergfilmkomödie hat auch dokumentarische Züge. 2003 wurde der Krimi Tatort: Der Wächter der Quelle in St. Johann in Tirol gedreht. Das Drehbuch stammt von Felix Mitterer. Weiters werden immer wieder auch Szenen für die TV-Serien Bergdoktor und Soko Kitzbühel in St. Johann gedreht.